# Когоро Акэти
Когоро́ Акэ́ти (яп. 明智 小五郎 Акэти Когоро:) — литературный персонаж японского писателя Эдогавы Рампо, частный детектив. Как правило, играет роль проходного персонажа, является резонером, вспомогательным элементом, дающим герою подсказку и выводящим его к истине. Действующий персонаж таких произведений Рампо, как «Игры оборотней», «Простая арифметика», «Психологический тест» и других. Образ Акэти широко известен в японской культуре.

## Описание
Акэти не выделяется среди людей и достаточно неприметен. Он худощав, высокого роста и неплох телосложением. Носит пышную, наполовину седую шевелюру, в которую запускает правую руку, когда волнуется. Лицо смуглое, с четкими чертами. На нём часто присутствует ироническая, насмешливая ухмылка, Когоро будто видит человека насквозь. Обычно носит костюмы. Выглядит очень молодо, не более чем на двадцать семь лет, но в реальности ему за пятьдесят.
Женат. Живёт и работает в небольшой, европейского типа квартире в престижном районе Токио. Пока жена находилась в больнице, домашние обязанности были возложены на юношу по фамилии Кобаяси, который также помогал хозяину в профессиональной работе.
Акэти курит и часто делает это во время бесед с клиентами. Он неплохо владеет техникой ниндзя, умеет чинить и взламывать замки.
В работе полагается на знание психологии людей, интуицию, острый ум и достоверные доказательства, но в то же время не отвергает фантазию и считает её стартовым моментом расследования. По складу характера и образу деятельности Когоро уважает закон, но не является его рабом. Умом и душевными качествами Акэти помогает своим клиентам найти оптимальный вариант решения проблем.